# La Voz de la Tarde
La Voz de la Tarde era un periódico vespertino chileno de distribución gratuita, publicado entre el 3 de julio de 2001 y el 28 de junio de 2002. Su línea editorial era liberal, progresista y de abierto apoyo a la Concertación de Partidos por la Democracia, que en aquel entonces se desempeñaba como coalición gobernante.
Perteneciente a la Empresa Periodística La Voz S.A. —subsidiaria de la Empresa Periodística La Nación S.A.—, inicialmente su tirada era de 60 mil ejemplares y se publicaba entre las 14:00 y 15:30.
De tamaño tabloide, era editado de lunes a viernes y repartido en las estaciones del Metro de Santiago ubicadas en los sectores centro y oriente de la capital, entre Los Héroes y Escuela Militar. De escaso éxito comercial, ya que competía por público lector y avisos comerciales con la edición vespertina de La Hora denominada La Hora de la Tarde (perteneciente a Copesa), cerró sus actividades después de un año. Su último director fue Orlando Escárate.